# هيكتور ادريزاج
هيكتور ادريزاج (بالألبانية: Hektor Idrizi) هو لاعب كرة قدم ألباني في مركز الدفاع، ولد في 15 أبريل 1989 في فلوره في ألبانيا. لعب مع نادي تيوتا دورس ونادي فلامورتاري فلوره.

## وصلات خارجية
- هيكتور ادريزاج على موقع الاتحاد الأوربي (الإنجليزية)
- هيكتور ادريزاج على موقع قاعدة بيانات كرة القدم.إي يو (الإنجليزية)
- هيكتور ادريزاج على موقع Soccerway.com (الإنجليزية)